# Paul Cohen (matematico)
Paul Joseph Cohen (Long Branch, 2 aprile 1934 – Palo Alto, 23 marzo 2007) è stato un matematico statunitense, noto per i suoi contributi in logica e analisi matematica.

## Biografia
Diplomato nel 1950 presso la Stuyvesant High School di New York, proseguì gli studi presso il Brooklyn College dal 1950 al 1953 e ottenne il Master of Science dall'Università di Chicago nel 1954 dove, nel 1958, completò il PhD in matematica.
Nel 1963 dimostrò uno dei più spettacolari risultati della matematica contemporanea, l'indipendenza dell'ipotesi del continuo dagli assiomi della teoria degli insiemi di Zermelo-Fraenkel. In altre parole, questo sistema assiomatico (adottato come sistema "standard" per la teoria degli insiemi e quindi per tutta la matematica), se coerente, resta coerente con l'aggiunta della negazione dell'ipotesi del continuo. Poiché, in precedenza, Kurt Gödel aveva già dimostrato la coerenza dell'ipotesi del continuo con gli assiomi ZF, l'unione dei risultati di  Gödel e di Cohen divenne un esempio, in matematica, di quelle proposizioni indecidibili la cui esistenza era stata dimostrata dal primo teorema d'incompletezza di Gödel, in quest'ultimo caso con una discussione da un punto di vista logico. 
Per il suo risultato di indipendenza, Cohen ricevette nel 1966 la Medaglia Fields.